# Wahre Helden
Whare Helden è l'album di debutto del gruppo medieval rock tedesco Schandmaul, pubblicato il 1º giugno 1999 dalla F.A.M.E. Recording e prodotto dal gruppo assieme a Hubsi Widmann.

## Tracce
1. Der Spielmann – 4:09
2. Dudelzack – 3:22
3. Teufelsweib – 5:21
4. Blechpfeiferl – 2:13
5. Denk an mich – 4:14
6. Püree – 3:16
7. Hexentanz – 4:20
8. Willst du – 3:56
9. Galliard – 2:40
10. Wahre Helden – 3:21
11. Trinklied – 3:05
12. Immer dieselbe Leier – 2:26
13. Ein Stück Regenbogen – 4:37

## Formazione
- Thomas Lindner – voce, chitarra, fisarmonica, percussioni
- Birgit Muggenthaler – flauti, ciaramella, cornamusa, didgeridoo, percussioni, voce
- Anna Kränzlein – violino, flauti, voce
- Martin Duckstein – chitarra elettrica, chitarra acustica, chitarra classica, voce
- Hubsi Widmann – basso, mandolino, ghironda, voce
- Stefan Brunner – batteria, percussioni, voce